# Денис Локтєв
Денис Локтєв (6 квітня 2000) — ізраїльський плавець.